# Clube Nacional de Benguela
El Nacional de Benguela es un equipo de fútbol de Angola. El club fue suspendido de toda competición oficial por FIFA hasta que la deuda que mantiene con el entrenador Álvaro Magalhães sea saldada.

## Historia
Fue fundado el 24 de junio de 1920 en la ciudad de Benguela con el nombre Sports Clube Portugal de Benguela y ganaron 5 títulos en la época de dominio portugués, pero desde la independencia las cosas cambiaron.
En 1975 cambiaron su nombre por el de Sport Clube Nacional de Benguela, el cual tuvieron solo 4 años, cuando lo cambiaron por su nombre actual. Desde la independencia de Portugal han ganado un torneo de copa y no juegan en la Girabola desde 2012.
A nivel internacional han participado en un torneo continental, la Recopa Africana 1981, en la que fueron eliminados por el Union Douala de Camerún.

## Palmarés
- Girabola: 5

1952, 1959, 1960, 1961, 1964
- Copa de Angola: 1

1980

## Participación en competiciones de la CAF
| Temporada | Torneo          | Ronda | Club         | Casa | Visita | Global |
| --------- | --------------- | ----- | ------------ | ---- | ------ | ------ |
| 1981      | Recopa Africana | 1     | Union Douala | 1-7  | 0-6    | 1-13   |

## Jugadores destacados
- Chiby[3]
- Moyo[4]
- Zagalo[5]
- Akwá[6]

## Exentrenadores
- Jony (?-2011)[7]
- Jorge Pinto Leite (2011-?)[7]
- Álvaro Magalhães (2012)[8][9]
- Luís Mariano (2012-?)[10][11]